# إسكندر سوهراب أزناوروف
اسكندر سوهراب أزناوروف أو اسكندر المدفعجي (بالأذرية:Isgender Aznaurov), البطل الوطني لأذربيجان، وهو في الأصل من الأتراك المسخيتين، ولد في 16 أغسطس 1956 في مقاطعة بخارى في أوزبكستان واستشهد في 18 أبريل 1993 في منطقة جداباي في أذربيجان في حرب كاراباخ.

## حياته ونشأته
- اسكندر أزناوروف ولد في 16 أغسطس 1956 في مقاطعة بخارى في أوزبكستان. ولد في عائلة الأتراك المسخيتين. في عام 1963 ذهب إلى المدرسة هناك، وتخرج من المدرسة في عام 1973. بعد الانتهاء من خدمته العسكرية في مدينة الشراكسة الأوكرانيّة، في عام 1978، دخل معهد طشقند للري والترميم، وتخرّج منها عام 1983. ثم عمل في مقاطعة أتشانجاران في إقليم طشقند لبعض الوقت.
- في عام 1989، بعد أحداث أوزبكستان الدامية في وادي فرغانا، أجبر على مغادرة الريف كمئات الآلاف من الناس (الأتراك المسخيتين), وفي عام 1990 انتقل مع أسرته إلى قرية شامكير في أذربيجان حيث كان يعمل هناك في مصنع لتصنيع الأجهزة.

## مشاركته في حرب كاراباخ
- في ربيع عام 1992، عندما هاجم الأرمن إقليم أذربيجان، انضم إسكندر أزناوروف كمتطوع إلى صفوف القوّات المسلّحة الأذربيجانيّة التي تشكلت حديثا عندما داهم المحتلون الأرمنيون الأراضي الأذربيجانيّة. دمر أزناوروف بشكل كبير معظم المواقع الهامّة للأرمن وألحق أضرارًا بالغة في مواقع العدو، ونشرت العديد من مستودعات الذخيرة.
- قبل الهجوم الذي وقع في صيف عام 1993، دمّر أزناوروف موقع العدو بإطلاق النار، وحدد العدو مكافأة ماليّة لرأسه.
- تم تعيين أزناوروف نائبا لقائد مدفعيّة الوحدة العسكريّة N حيث دمّر العديد من تقنيّات العدو والقوى القويّة في عمليّات تطهير عصابات الأرمن «موتودارا» و «أردازي» و «كافتار كايا» و «ليزيجي ستون».

## وفاته
في 18 أبريل 1993, استشهد استشهادا بطوليّا في منطقة أروكداش في منطقة جاداباي في أذربيجان وتم دفنه في ممر الشهداء في العاصمة باكو. 

## حياته الشخصيّة
كان متزوجا ولديه ثلاث بنات.

## لقبه
```
كان يعرّف/يلقّب باسم «اسكندر المدفعجي» بين الشعب الأذربيجاني.
```

## الموروثة
- تكريما له تم تسمية القلعة في منطقة سينخ في جاداباي ب «قلعة اسكندر» وتسمية نقطة التفتيش ب «نقطة تفتيش اسكندر».
- ولا تزال بندقيّة الدفاع الجويّ KS-19 التي استخدمها أزناوروف مخزّنة كمثال.
- تم تسمية قرية/بلدة في منطقة شامكير باسمه.
- تم رفع تمثاله أمام الوحدة العسكريّة N في جاداباي.
- سميّت المدرسة رقم 1 في قرية كور بمنطقة شامكير باسمه. ورفع تمثاله أمام المدرسة.
- تم إنشاء «المتحف التذكاري» في المدرسة الثانويّة رقم 2 في منطقة شامكير باسمه. وفي المتحف، تم إنشاء صور لحياة أزناوروف وطريقته في المعركة وتم جمع المتعلقات الشخصيّة.

## فيلموغرافيا
```
في عام 2013، تم تصوير الفيلم الوثائقي «أبطال الحصن منيعة»، عن حياته وعن الأبطال الوطنيين الثلاثة الآخرين - مزاهير روستاموف وإلهام علييف وأيتكين محمدوف في جاداباي.
```

## المكافآت والجوائز
بموجب المرسوم الصادر عن رئيس جمهورية أذربيجان بتاريخ 15 يناير 1995، حصل الملازم اسكندر سوهراب أزناوروف على لقب «البطل الوطني لأذربيجان».